# Ichthydium macrocapitatum
Ichthydium macrocapitatum is een buikharige uit de familie Chaetonotidae. Het dier komt uit het geslacht Ichthydium. Ichthydium macrocapitatum werd in 1971 voor het eerst wetenschappelijk beschreven door Sudzuki. 